# Кастелфорте
Кастелфорте (на италиански: Castelforte) е град и община в провинция Латина, регион Лацио, Централна Италия с 4505 жители (към 31 декември 2010). Намира се на 153 км югоизточно от Рим, 76 км северозападно от Неапол и на 97 км източно от Латина.
Кастелфорте е разположен в източното подножие на Монти Аврунки и в долината на Гариглиано, граничната река с Кампания.
Някои историци смятат, че Кастелфорте се намира върху руините на града на аврунките Весция, който през 314 пр.н.е. е разрушен от римляните.